# Alberti (Buenos Aires)
Alberti és una ciutat del centre-nord de la província de Buenos Aires, Argentina. És la capçalera del partit homònim. És el lloc de naixement de Juan Chioran, un actor argentí-canadenc qui va viure a Alberti fins al 1975 als 12 anys. Compta amb l'Estació del Ferrocarril Domingo Faustino Sarmiento “Andrés Vaccarezza”.

## Població
Té 8.260 habitants (INDEC, 2010), la qual cosa representa un increment del 10,2% enfront dels 7.493 habitants (INDEC, 2001) del cens anterior.

## Història
El 8 d'agost de 1870 Andrés Vaccarezza, arribat de Gènova el 1848, va adquirir un camp en la Caserna VI del partit de Chivilcoy que tenia 37 hectàrees i que després va ampliar a 500 hectàrees. Posteriorment crea en el seu camp una colònia agrícola i industrial, establint a aquest efecte un molí de farina, el més important a la zona en aquell temps i que va motivar l'assentament dels primers pobladors del lloc. Cap a 1872 es va construir la casa del fundador en la cantonada de l'actual Av. Vaccarezza i el carrer Belgrano.
A partir de 1877 s'inaugura la branca Chivilcoy-Bragado del Ferrocarril Oest creant-se l'Estació Alberti, que dona un fort impuls al desenvolupament del poble.
La ciutat d'Alberti va ser fundada per Andrés Vaccarezza el 27 d'octubre de 1877, havent-se elaborat prèviament el primer pla de la planta urbana, que constava de 80 quadres situades al voltant de les vies del ferrocarril.En 1885 Andrés Vaccarezza va contractar a l'agrimensor Vicente Souza perquè realitzés el traçat definitiu del poble. L'extensió del camp del fundador va ser fraccionat en 166 quadres de 100 metres de costat, separades per carrers de 20 metres d'ample; cada quadra estava subdividida en 4 solars, la qual cosa suposava un total de 664 solars.
Després d'insistents gestions davant el Govern de la província de Buenos Aires, el 6 de juny de 1910 fou aprovat el projecte de llei de creació del Partido d'Alberti. El 10 de juny d'aquest any el Governador José Inocencio Arias va promulgar la Llei, creant el Partido d'Alberti amb terres pertanyents fins a aquest moment als Partidos de Chivilcoy, Bragado, 25 de Mayo i Chacabuco.